# La Vela Puerca
La Vela Puerca – urugwajski zespół, grający muzykę z pogranicza rocka i ska, utworzony w Montevideo w grudniu 1995. Założycielami grupy są Sebastián Teysera, Nícolás Lieutier oraz Santiago Butler. Początkowo artyści traktowali zespół jako niewinne hobby, które z czasem przerodziło się w znany w całym kraju jak i poza nim zespół. Dokładnie w rok po założeniu zespół przyjął nazwę La Vela Puerca. Wkrótce potem do zespołu doszło kilku kolejnych artystów.
Ukazały się cztery albumy zespołu: Deskarado (1998), De Bichos y Flores (2001), A Contraluz (2004) oraz El Impulso (2007).

## Dyskografia
- Deskarado (1998)
- De Bichos y Flores (2001)
- A Contraluz (2004)
- El Impulso (2007)

## Członkowie
- Nicolás Lieutier – gitara basowa
- Rafael Di Bello – gitara
- Alejandro Piccone – trąbka
- Sebastián Teysera – wokal
- Santiago Butler – gitara
- Pepe Canedo – perkusja
- Carlos Quijano – saksofon
- Sebastián Cebreiro – wokal